# Tennistoernooi van Tokio 2015
|                                                           |  |                                                        |
| Yanina Wickmayer, winnares van het International-toernooi |  | Agnieszka Radwańska, winnares van het Premier-toernooi |

Het tennistoernooi van Tokio van 2015 werd tussen 14 september en 11 oktober 2015 gespeeld op de hardcourt-banen van het Ariake Tennis Forest Park (met overdekt center court genaamd Ariake Colosseum) in de Japanse hoofdstad Tokio.
Het toernooi bestond uit drie delen:
- WTA-toernooi van Japan 2015, het "International"-toernooi voor de vrouwen (14–20 september), met officiële naam Japan Women's Open
- WTA-toernooi van Tokio 2015, het "Premier"-toernooi voor de vrouwen (21–27 september), met officiële naam Toray Pan Pacific Open
- ATP-toernooi van Tokio 2015, het toernooi voor de mannen (5–11 oktober), met officiële naam Rakuten Japan Open

Ook dit jaar sloot het mannentoernooi niet meteen aan op het vrouwentoernooi.
ATP-toernooi van Tokio‎ – WTA-toernooi van Tokio

2000 · 
2001 · 
2002 · 
2003 · 
2004 · 
2005 · 
2006 · 
2007 · 
2008 · 
2009 · 
2010 · 
2011 · 
2012 · 
2013 · 
2014 · 
2015 · 
2016 · 
2017